# Abroller

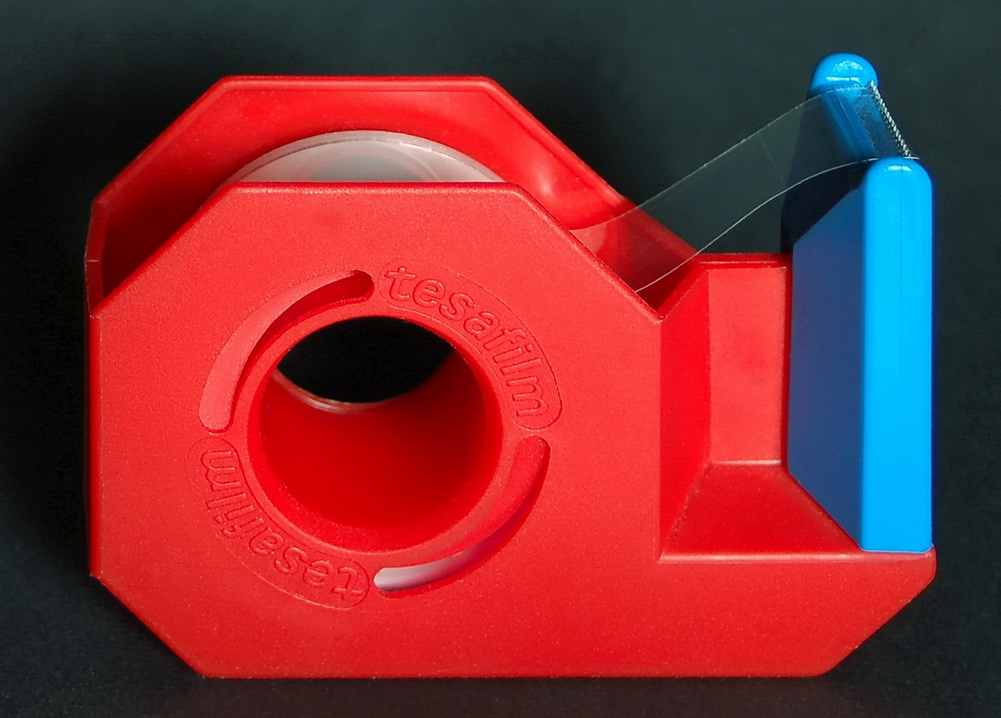
Ein einfacher Handabroller für Tesafilm

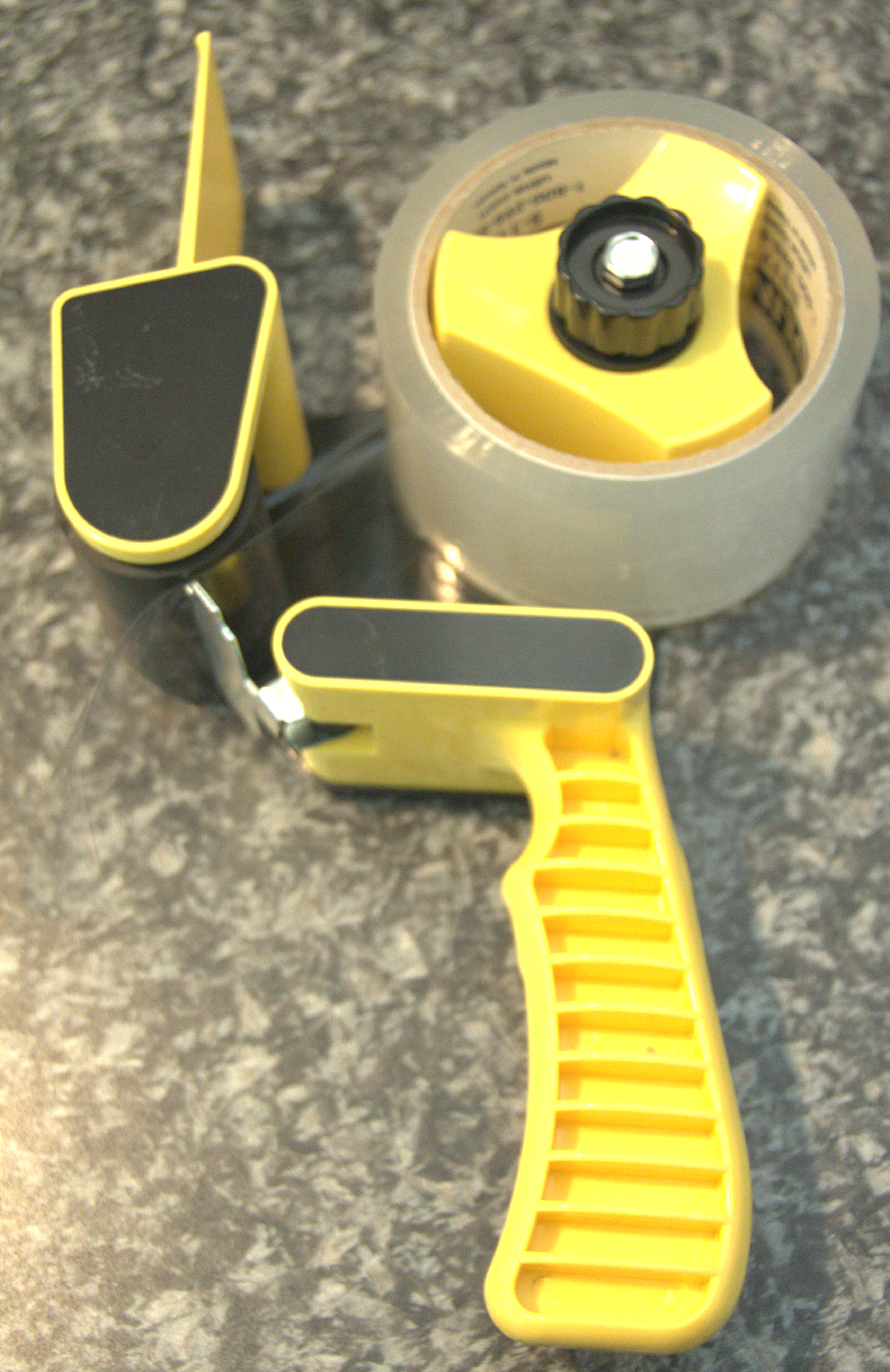
Ein Handabroller für Paketband

Benutzung eines Klebeabrollers für Klebeband

Der Abroller dient der Halterung und dem Spenden von Verpackungsklebebändern. Es wird unterschieden zwischen Hand- und Tischabrollern.
Die Tischversion wird auf diesem befestigt oder steht fest durch das Eigengewicht.
In der einfachsten Ausführung wird das Klebeband manuell herausgezogen und an einem feststehenden Messer abgetrennt. Wird immer die gleiche Klebebandlänge gewünscht, so kann ein Modell herangezogen werden, bei dem das Betätigen eines Hebels das Band in der voreingestellten Länge ausgibt. Die aufwändigste Variante ist elektrisch angesteuert: per Knopfdruck wird Klebeband abgespult und mittels eines elektromagnetischen Messers abgetrennt.
Der Handabroller  für Paketband besteht aus der Halterung für die Klebebandrolle und einem Handgriff sowie Andrückrollen.
Handhabung:
- Schwungvolles „Anklopfen“ an die zu beklebende Stelle: das Klebeband haftet
- Ziehen des Geräts: eine Rolle drückt das Band an
- Zum Abschluss wird durch Drehen des Handgelenks der Anstellwinkel des Abrollers verändert: ein Messer kreuzt den Weg des Bandes und schneidet es durch

Die Universität Siegen hat in einer Untersuchung des Fachgebiets Arbeitswissenschaft/Ergonomie die Auswirkungen eines Handabrollers auf die Muskulatur in Händen, Armen und Schultern untersucht und konnte dabei Unterschiede in der ergonomischen Belastung bei verschiedenen Modellen nachweisen.